# Na Vrchách (rozhledna)
Na Vrchách je rozhledna na stejnojmenné kótě 481 m n. m. cca 1 km severně od obce Břasy, na místě bývalého vojenského radaru.

## Historie
Se stavbou víceúčelové budovy dle projektu Petra Kesla ze Západočeské univerzity započala společnost Saportan s.r.o. v dubnu roku 2013. Dřevem opláštěná budova má téměř čtvercový půdorys a k vrcholu se dvě hrany sbíhají. Jejím hlavním účelem je datový přenos bezpečnostního kamerového systému (zařízení jsou umístěna ve veřejnosti nepřístupném nejvyšším patře) a vyhlídka na krajinu (umístěná o patro níže). K slavnostnímu otevření došlo 3. července 2013.

## Výhled
Z okolí Plzně rozhledny Krkavec, Chlum a Sylván, vrchy Radeč a Vladař, Radyně se zříceninou hradu,
Český les, Šumava či Klínovec v Krušných horách.

## Přístup
Za obcí Břasy odbočka vlevo ze silnice 232, která vede přímo k rozhledně. Břasy jsou též nejbližší vlakovou stanicí.